# 엘 아모르 아헤노
《엘 아모르 아헤노》(스페인어: El amor ajeno)은 1983년 방영된 멕시코의 텔레노벨라이다.